# Военно-воздушные силы Танзании
Военно-воздушные силы Танзании (англ. Tanzania Air Force Command, суахили Kamandi ya Jeshi la Anga) — один из видов Вооружённых сил Танзании.

## История
В 1974 году ВВС Танзании получило 14 МиГ-21МФ и 2 МиГ-21У из СССР. Многие из них были потеряны в различных авариях из-за плохой подготовки пилотов, два из этих самолётов были потеряны, когда их пилоты сбежали на них из страны. Тем не менее, несколько сохранившихся из этих самолётов приняли участие в Угандийско-танзанийской войне в 1978—1979 годах. ВВС Танзании активно принимали участие в боевых действиях. Один самолёт был сбит по ошибке сами же танзанийцами. В ходе боевых действий танзанийская армия захватила семь МиГ-21МФ и один тренировочный МиГ-21У ВВС Уганды, а также значительное количество запасных частей к ним. Все они были вывезены на авиабазу Мванза, чтобы войти в состав ВВС Танзании.
В 1980 году в Китае были приобретены 10 самолётов F-7B и два TF-7. В 1997 году также были закуплены два самолёта F-7N из Ирана вместе с четырьмя транспортными средствами бывшего иракского ВВС неизвестного типа, захваченные Ираном в ходе Ирано-иракской войны.
В 1998 году Танзания приобрела ещё четыре МиГ-21МФ из Украины. На данный момент все МиГ-21 находятся в нерабочем состоянии, и только три или четыре F-7 остаются в эксплуатации.
1 октября 2015 года самолёт «К-8» ВВС Танзании врезался над морем, при этом оба пилота погибли.

## Структура
По состоянию на 2014 год в ВВС Танзании имелось 32 самолёта. Из них 14 истребителей, 11 других летательных аппарата и 7 транспортных самолётов. ВВС Танзании в данный момент в основном используются для патрульных полетов.